# Kalkun
Kalkun (Meleagris gallopavo)  er en fasanfugl, der lever i Nordamerika.
Kalkuner blev allerede holdt af aztekerne i det, der nu er Mexico og var meget betydningsfulde, da der var få arter af dyr egnet til husdyrhold i den nye verden før kontakt med europæerne. Kalkuner kan være ankommet til Europa med Christopher Columbus så tidligt som i 1497. Mere udbredt er imidlertid teorien om, at de først senere ankom til Europa med spanske søfolk mellem 1520 og 1540. Den første Conquistador var formentlig Hernandez Cortés i 1519 med aztekerne og besejrede dem indtil 1521. Derefter siges det, at Cortés faktisk har bragt kalkuner til Europa.
Det er en af de få kalkuner, der ikke primært  er udvalgt til kødproduktion. Royal Palm er bedst kendt som en prydfugl med et unikt udseende, stort set hvidt med bånd af metallisk sort. Primært holdes den som udstilling fugl, eller på små gårde, det mangler størrelsen til storstilet kommerciel brug. Hanner vejer normalt 7,3 til 10 kg og hønsene 4,5 til 5,4 kg.
Den er en relativ nybegynder blandt kalkun racer, fuglen dukkede først op i 1920'erne på en gård i Lake Worth, Florida, tilsyneladende som en krydsning mellem sort, bronze, Narragansett og indfødte kalkuner. Flere år med selektiv avl fulgte for at stabilisere farve, og Royal Palm blev endeligt accepteret af Amerikansk fjerkræ forenings Standard for perfektion 1971. I Europa kaldes en kalkun med lignende farvning undertiden Cröllwitzer. Sammen med nedgangen i de fleste kalkun racer efter vedtagelsen af den bredbrystede hvide industri kalkun. Royal Palms er en meget truet race i dag. Racen er klassificeret som værende på "Watch" status med den amerikanske husdyrracer Conservancy. Det er også inkluderet i Slow Food USA's Ark of Taste, et katalog af fødevarer i fare for udryddelse. Australien og USA rapporterer begge racen som truede med de Forenede Nationers fødevare-og Landbrugsorganisation.
Hanner er kendt for at være ikke-aggressiv, og hønsene er særligt gode mødre.
- Avibase - the world bird database

| Fugl | Spire Denne artikel om fugle er en spire som bør udbygges. Du er velkommen til at hjælpe Wikipedia ved at udvide den. |